# ان‌جی‌سی ۳۵۱
ان‌جی‌سی ۳۵۱ (انگلیسی: NGC 351) نام یک کهکشان مارپیچی در صورت فلکی نهنگ است.